# Stephen Wight
Stephen Wight, wł. Stephen Gray (ur. 27 lutego 1980 r. w Romford) – brytyjski aktor.
Znany przede wszystkim jako Skoose z serialu Whites, Mitch z serialu Threesome, Sam z serialu Wszystko dla pań, Simon z serialu Bluestone 42, Ben z serialu I May Destroy You oraz z roli Jonno w serialu Lovesick.